# Едіт Еґер
Едіт Єва Егер (англ. Edith Eva Eger) — американська психологиня угорського походження. Народилася в родині угорських євреїв, пережила Голокост, спеціалістка у лікуванні посттравматичного стресового розладу. Її мемуари під назвою «Вибір», які були опубліковані в 2017 році, стали міжнародним бестселером. Друга книга під назвою «Дар — 12 уроків, які врятують ваше життя» була опублікована у вересні 2020 року.

## Біографія
Едіт Еґер — молодша дочка Лайоша та Ілони Елефант, угорських євреїв із Чехословаччини. Її батько працював кравцем.
Рідне місто Кошиці, яке тоді називалося Кошша, належало Угорщині до червня 1920 року та після 1938 року. Еґер відвідувала середню гімназію та брала уроки балету. Була членкинею олімпійської збірної Угорщини зі спортивної гімнастики. У 1942 році угорський уряд прийняв нові антиєврейські закони, тому її було виключено з гімнастичної команди. Старша сестра Клара грала на скрипці і була прийнята до Будапештської консерваторії. Під час війни Клару переховував її вчитель музики. Її інша сестра Магда була піаністкою.
У березні 1944 року, після німецької окупації Угорщини, Еґер була змушена жити в гетто Кошша разом зі своїми батьками та Магдою. У квітні вони жили протягом місяця на цегельному заводі разом з 12 тисячами інших євреїв. У травні того ж року їх депортували до Аушвіцу. Її забрали від матері, яку відправили до газової камери, розлучив їх Йозеф Менгеле. У своїх мемуарах Еґер розповідає, що того ж вечора Менгеле змусив її танцювати для нього у своїй казармі. На «подяку» вона отримала буханку хліба, якою поділилася з іншими дівчатами.
За власними спогадами, жінка перебувала в різних таборах, у тому числі й в Маутгаузені. Нацисти евакуйовували Маутгаузен та інші концентраційні табори в міру наближення американців та росіян. Еґер відправили на марш смерті разом із сестрою Магдою до концентраційного табору Ґунскірген, відстань до якого становила близько 55 кілометрів. Умови в Ґунскіргені були настільки поганими, що Еґер доводилося їсти траву, щоб вижити, інші в'язні стали жертвами канібалізму. Коли американські військові звільнили табір у травні 1945 року, за словами Еґер, її залишили лежати серед кількох трупів. Кажуть, солдат врятував її, оскільки побачив, що її рука ще ворушилась. Військовий швидко звернувся за медичною допомогою та врятував їй життя. На той час вона важила 32 кілограми, у неї була зламана спина, черевний тиф, пневмонія та плеврит.

## Життя після війни
Едіт та Магда одужали в американських польових госпіталях і повернулися в Кошшу, де знайшли свою сестру Клару. Їхні батьки, бабуся, дідусь та наречений Едіт Ерік не пережили Аушвіцу. У 1946, вона вийшла заміж за Белу Еґера, з яким познайомилася у диспансері в Татрах. Він також був вцілілим євреєм, який під час війни приєднався до партизанів. У 1949 році після погроз комуністів вони втекли разом із донькою до США. Там вона страждала від травми війни та почуття провини, що пережила, і не хотіла говорити про війну зі своїми трьома дітьми.
Після зарахування до університету Еґер отримала примірник книги Віктора Франкла "Людина у пошуках сенса", яка допомогла їй подивитись у свою травму. Згодом Еґер подружилася зі Франклом та пішла на терапію. У 1969 отримала диплом бакалавра з психології в Техаському університеті в Ель-Пасо. Працювала вчителькою суспільних наук у місцевій школі Ель-Пасо. У 1972 році її було відзначено званням Вчительки року серед учителів психології в Ель-Пасо. У 1974 році отримала ступінь магістра з освітньої психології в тому ж університеті. Серед вчителів та менторів Еґер були Карл Роджерс, Річард Фарсон, Альберт Елліс.
У 1975 році Еґер відвідала Ізраїль, щоб взяти інтерв'ю в інших вцілілих Голокосту для своєї дисертації. Після написання дисертації пройшла заключну клінічну інтернатуру у Військовому медичному центрі ім. Вільяма Бомонта у Форт Бліссі, штат Техас.
У 1978 ргоці отримала ступінь доктора філософії з клінічної психології Університету Сейбрука. Також отримала ліцензію на практику психолога. Вона відкрила терапевтичну клініку в Ла-Хойя, Каліфорнія, і викладала на факультеті Каліфорнійського університету в Сан-Дієго. У 1987 році вона Еґер отримала звання Жінки року в Ель-Пасо.
У 1990 році Еґер повернулася до Аушвіцу, щоб зіткнутися зі своїми пригніченими емоціями. За наполяганням Філіпа Зімбардо вона опублікувала свій досвід у своїй першій книзі «Вибір» у 2017 році. У 1992 році Еґер була відзначена Гуманітарною премією від Сенату штату Каліфорнія.
У своїй роботі психолога Еґер допомагає своїм клієнтам звільнитися від власних думок і допомагає їм остаточно вибрати свободу. Свій метод Еґер назвала Терапією вибору (Choice Therapy). Її перша книга «Вибір» стала бестселером New York Times і Sunday Times. У своїй другій книзі «Дар» вона заохочує читача змінити думки, які, на думку Еґер, ув'язнюють нас. Те, що з нами трапляється в житті, зрештою не є найважливішим, каже вона. Швидше, найважливіше те, що ми робимо зі своїм життям.

### Родина
Після переїзду в США в родині Еґер народилося ще двоє дітей: донька Одрі та син Джон. Їхня дочка Маріанна одружена з Робертом Енґлом, лауреатом Нобелівської премії з економіки. Чоловік Еґер помер у 1993 році.

## Видання українською
- Едіт Єва Еґер. Вибір. Прийняти можливе. Пер. Христина Радченко. – Київ: Книголав, 2020.  ISBN 978-617-7820-59-7
- Едіт Єва Еґер. Дар. 14 уроків, які врятують ваше життя Пер. Христина Радченко. – Київ: Книголав, 2022.  ISBN 978-617-8012-73-1